# Murina kontumensis
Murina kontumensis — вид ссавців родини лиликових. 

## Опис
Невеликих розмірів, з довжиною голови й тіла 40 мм, довжиною передпліччя 32,28 мм, довжиною хвоста 38,5 мм, довжиною стопи 7,6 мм, довжиною вух 18,7 мм і вагою до 5 г.
Спинна частина білувато-сіра, посипана золотим волоссям, в той час як черевні частини світло-коричневі. Темно-коричнева маска знаходиться на обличчі навколо очей, на відміну від білуватого коміра. Хвіст довгий і повністю включений у велику мембрану. Каріотип 2n = 44 FN = 50.

## Проживання, поведінка
Цей вид відомий тільки по зразку самиці, спійманій у 2014 році в заповіднику Нгок Лінь, в центральній в'єтнамській провінції Кон Тум. Живе в первинних лісах у районі водних шляхів до 1780 метрів над рівнем моря.
Харчується комахами.

## Загрози та охорона
Оскільки цей вид виявлено тільки недавно, до сих пір не піддавався ніякій політиці збереження.